# Damelang
Damelang ist ein bewohnter Gemeindeteil im Ortsteil Damelang-Freienthal der Gemeinde Planebruch und liegt im Amt Brück im Landkreis Potsdam-Mittelmark (Brandenburg).

## Lage
Das Dorf liegt etwa mittig in der Gemarkung der Gemeinde Planebruch und dort unmittelbar an der Landstraße 85, die von Nordwesten kommend in südöstlicher Richtung verläuft. Nordwestlich befindet sich der weitere Ortsteil Cammer, südöstlich der Gemeindeteil Freienthal des Ortsteils Damelang-Freienthal. Östlich erstreckt sich ein großes Waldgebiet, das überwiegend vom Truppenübungsplatz Lehnin eingenommen wird. Im Westen grenzt die weiträumige Niederungslandschaft der Belziger Landschaftswiesen an. Die dort überwiegend landwirtschaftlich genutzten Flächen werden über den Königsgraben Golzow in die Plane entwässert, die östlich von Süden kommend in nördlicher Richtung vorbeifließt.

## Geschichte

### 13. bis 16. Jahrhundert
Damelang ist ein Rundling, der 1215 erstmals in einer Urkunde in seiner heute noch genutzten Bezeichnung erwähnt wurde. Zu dieser Zeit erhielten die Zisterzienser aus dem Kloster Lehnin von den Einwohnern den Zehnt. Das Dorf (villa) erschien zwei Jahre später erneut als Damelanc in den Akten. Im Landbuch Karls IV. wurde es als Damelang magna, Damelank magna bezeichnet und gehörte vor 1375 bis 1542 zum Kloster Lehnin. Mit der Bezeichnung magna für groß wurde Damelang von Klein Damelang unterschieden, das im Landbuch als Damelang parva bezeichnet wurde und sich vermutlich auf der Feldmark des heutigen Freienthals befand. Das Dorf war im Jahr 1375 insgesamt 20 Hufen groß und besaß bereits einen Krug; Kossäten waren nicht anwesend. Bei einer erneuten Erwähnung im Jahr 1450 als Grotendamelanck hatten sich hieran auch nichts verändert. Erst 1538 lebten im Dorf 18 Kossäten. Der Pfarrer bekam im Jahr 1541 von den Bewohnern zwei Wispel Roggen Scheffelkorn, der Küster jedes Jahr aus jedem Haus vier Brote, dazu einen Korb und „viermal Ostereier“. Die Kirche besaß Land, auf dem drei Scheffel ausgesät wurden. Hinzu kamen drei Morgen (Mg) Wiese und Gras auf dem Kirchhof. Mit der Reformation übernahm im Jahr 1542 als Amt Lehnin das Dorf, das ab 1580 erneut als Damelang bezeichnet wurde.

### 17. und 18. Jahrhundert
Im Jahr 1602 lebten im Dorf ein Bauer, 18 1⁄2 Kossäten und acht Häusler. Der Jahre später wurde lediglich von 20 Kossäten, darunter ein Schulze berichtet. Im Jahr 1624 lebten im Dorf 21 Kossäten, ein Hirte und 1 1⁄2 Paar Hausleute; 1652 waren es 13 Kossäten, darunter der Schulze. Eine Statistik aus dem Jahr 1662 berichtet lediglich von einem Bauern und 17 1⁄2 Kossäten; 1687 waren es 21 Kossäten: ein Lehnschulze, ein Krüger, ein Schulhalter (der auch Leineweber war), ein ehemaliger Heideläufer, ein Schenkkrüger und ein Hirte. Das Dorf war offenbar im Dreißigjährigen Krieg schwer zerstört worden. Die Kossäten besaßen lediglich einen Kohlgarten und „vorm Dorfe etwas Land“, auf dem sie drei bis vier Scheffel Sommer- und sechs bis sieben Scheffel Wintersaat ausbrachten. Zwei Kossäten dienten der Kirche.
Im Jahr 1729 lebten im Dorf wieder 17 Kossäten, darunter ein Heideläufer sowie ein Halbkossät. Eine Statistik von 1745 führte 21 Kossäten, eine Teerhütte und einen Unterförster auf. Ein Jahr später waren es 19 Kossäten, darunter einen Lehnschulzen ohne Hufen, einen Heideläufer, einen Krüger, zwei Halbkossäten sowie zwei Büdner. Im Jahr 1772 wurde lediglich von 19 Kossäten berichtet.

### 19. Jahrhundert
Zur Jahrhundertwende lebten in Damelang im Jahr 1801 der Lehnschulze, 19 Ganzkossäten, zwei Halbkossäten, zehn Büdner und acht Einlieger. Es gab einen Krug und einen Teerofen. Die Einwohner bewirtschafteten 13 Bauernhufen und betrieben 43 Feuerstellen (=Haushalte). Im Dorf standen 1837 insgesamt 51 Wohnhäuser. Im Jahr 1885 war das Dorf insgesamt 2425 Mg groß: 50 Mg Gehöfte, 9 Mg Gartenlang, 1520 Mg Acker, 718 Mg Wiese und 128 Mg Weide. Es gab einen Abbau (den ehemaligen Teerofen) sowie fünf öffentliche, 68 Wohn- und 115 Wirtschaftsgebäude, darunter auch eine Getreidemühle. Im Schutzbezirk und Forsthaus standen ein Wohn- und fünf Wirtschaftsgebäude. Das Dorf bestand im Jahr 1871 mit dem Wohnplatz Försterei, 1885 mit den Wohnplätzen Damelanger Mühle und Damelanger Teerofen. Im Jahr 1877 kam es zu einem Brand, bei dem Dorfkirche und Dorf zerstört wurden. Das Dorf wurde unmittelbar, die Kirche 1882 neu errichtet.

### 20. und 21. Jahrhundert
Im Jahr 1900 standen im 830 Hektar (ha) großen Dorf 85 Häuser. Vom Gutsbezirk Lehnin Forst wurden 1929 Teile nach Damelang eingemeindet, darunter auch die Försterei. Damelang wurde 1931 Landgemeinde mit 839 ha und den Wohnplätzen Forsthaus Damelang, Damelanger Mühle und Kolonie Damelanger Teerofen. Es gab 85 Wohnhäuser mit 115 Haushaltungen. Im Jahr 1939 gab es zwölf land- und forstwirtschaftliche Betriebe, die 20 und 100 ha groß waren. Weitere 13 waren zwischen 10 und 20 ha, 31 zwischen 5 und 10 ha sowie 20 zwischen 0,5 und 5 ha groß.
Nach dem Zweiten Weltkrieg bekam das Dorf 168 ha Waldzulage von der Gemeinde Freienthal. Davon gingen 155 ha an 48 Bauern und 13 ha an vier nichtlandwirtschaftliche Arbeiter und Angestellte. Im Jahr 1960 gründete sich eine LPG Typ I mit 108 Mitgliedern und 254 ha Fläche, die 1973 mit der LPF Typ I Freienthal zusammengeschlossen wurde und in eine LPG Typ III überging. Der Ortsteil Damelanger Ausbau mit 53 ha kam 1964 nach Freienthal. Am 1. Februar 1974 schlossen sich Damelang und die Nachbargemeinde Freienthal zur Gemeinde Damelang-Freienthal zusammen, die am 31. Januar 2002 freiwillig mit Cammer zur neuen Gemeinde Planebruch fusionierte.

## Bevölkerungsentwicklung
| Jahr      | 1772 | 1801 | 1817 | 1837 | 1858                     | 1871      | 1885                                  | 1895               | 1905               | 1925       | 1939 | 1946 | 1964 | 1971 |
| Einwohner | 187  | 247  | 209  | 288  | Dorf 353 und SchutzBez 5 | 352 und 7 | 192 und 17 (Damelanger Mühle) sowie 4 | 179 und 16 sowie 4 | 176 und 19 sowie 3 | 190 und 10 | 358  | 569  | 380  | 348  |

## Kultur und Sehenswürdigkeiten

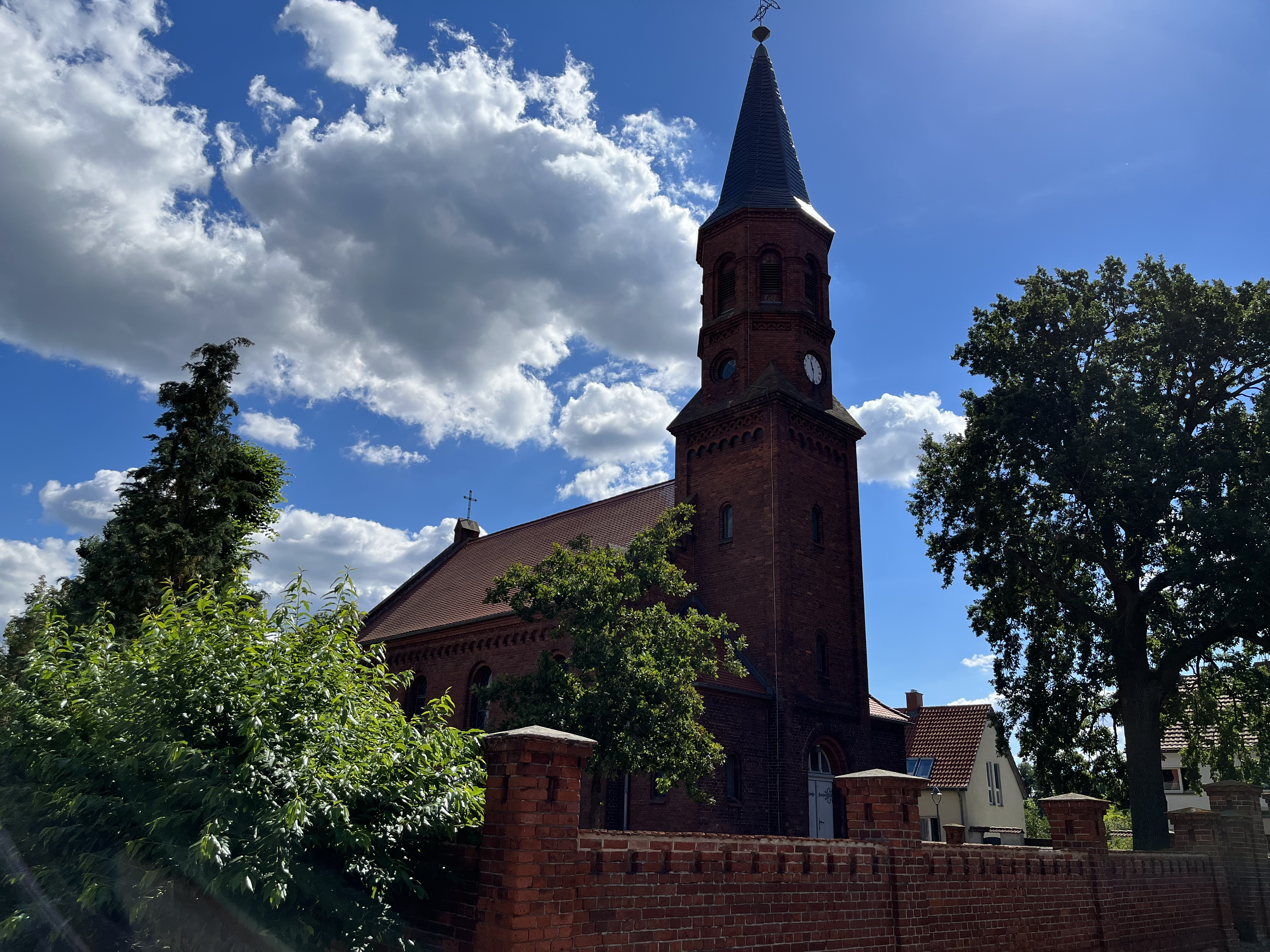
Dorfkirche Damelang

- Die Dorfkirche Damelang ist eine neoromanische Saalkirche aus dem Jahr 1882 mit Apsis und quadratischem Westturm.
- Belziger Landschaftswiesen